# Alfaião
Alfaião ist eine Gemeinde (Freguesia) im portugiesischen Kreis Bragança. In ihr leben 164 Einwohner (Stand 19. April 2021).

## Sehenswürdigkeiten

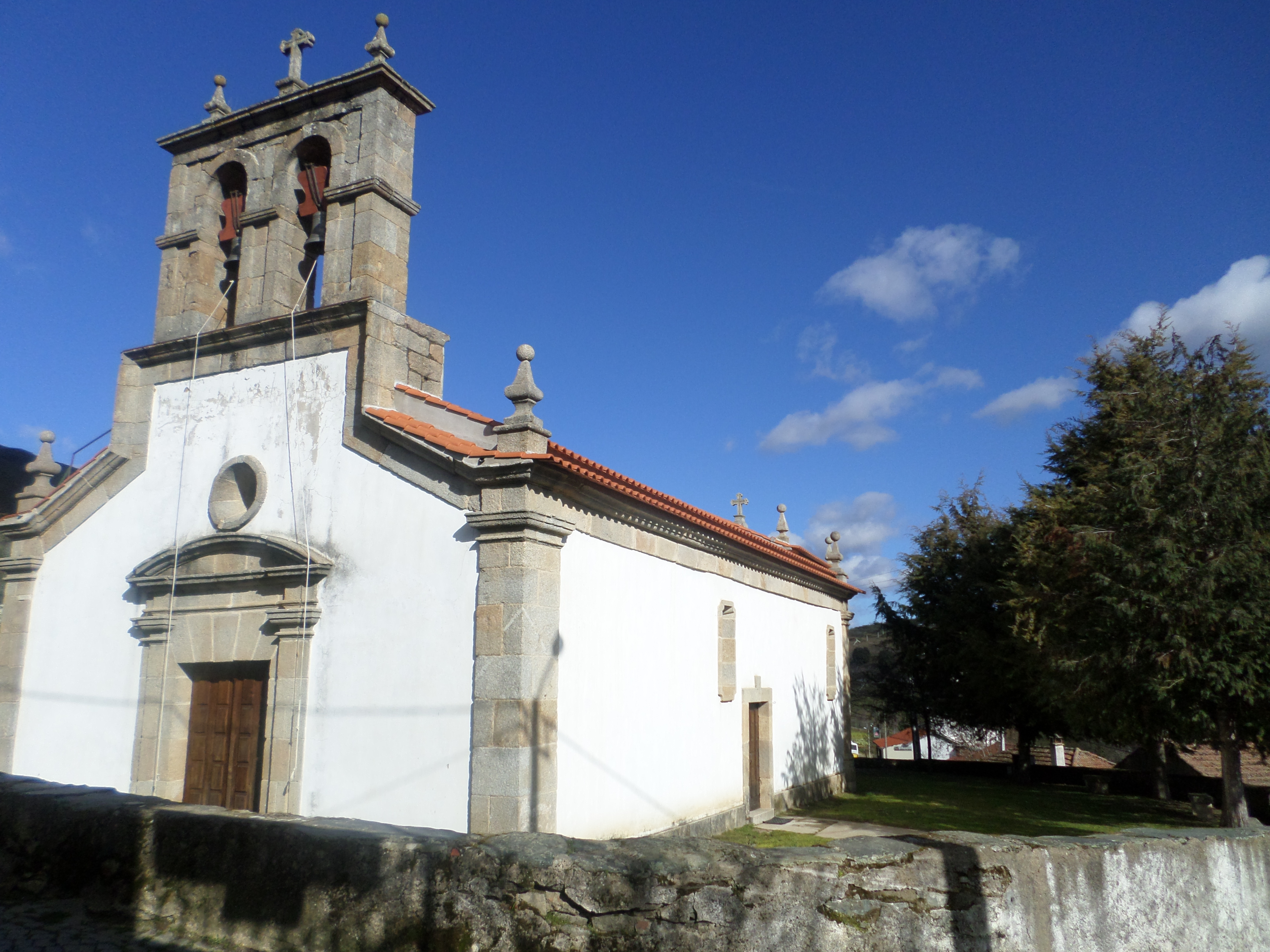
Kirche

- Kirche